# تایم ترپر
تایم ترپر (به انگلیسی: Time Trapper) یک شخصیت خیالی شرور بزرگ در کتاب‌های کامیک آمریکایی منتشر شده توسط دی‌سی کامیکس است. تایم ترپر یکی از قدرتمندترین و بی‌رحم‌ترین دشمنانی به‌شمار می‌رود که تیم لژیون ابرقهرمانان با آن روبرو شده‌اند. در حالی که تا کنون هویت واقعی او ناشناخته است، چندین تجسم متفاوت وی برای نسخه‌های آینده احتمالی همچون کازمیک بوی و سوپربوی-پرایم آشکار شده‌است.